# ザ・シーイング・アイ
ザ・シーイング・アイ（英名：The Seeing Eye）は、1929年にアメリカ合衆国ニュージャージー州モリスタウンに設立された、現存する世界最古の盲導犬育成団体。
実績も突出しており現在までに10,000組以上の視覚障害者と盲導犬のペアを送り出している。

## 概要
アメリカの女性ドロシー・ハリソン・ユースティス (Dorothy Harrison Eustis) により設立。スイスに住んでいた時、ジャーマンシェパード犬を学校で訓練し、第一次世界大戦の退役軍人用にあてがった。犬を訓練し目の不自由な退役軍人を誘導するという、この学校で起こった出来事を1927年11月5日のサタデー・イブニング・ポスト紙で「The Seeing Eye」というタイトルの下に記事を投稿。すぐあとにアメリカのテネシー州に住むモリス・フランクがドロシーに連絡をとり、彼の盲導犬を訓練してほしいと頼んだ。これがきっかけとなり、スイスとアメリカにザ・シーイング・アイ・インクを設立する。
盲導犬として訓練されるのは主にジャーマン・シェパードやラブラドール・レトリバー、ゴールデン・レトリバーの各種。時々ボクサー犬など雑種もいる。子犬はボランティアによって育てられる。